# Hnjótur
Hnjótur ist ein örtliches Museum bei dem gleichnamigen Bauernhof in Island.
Es liegt abseits in den Westfjorden, genauer im Patreksfjörður am Örlygshafnarvegur , der zum westlichsten Punkt Europas bei dem Leuchtturm von Bjargtangar.
Die Sammlungen des Museums hat Egill Olafsson († 1999) zusammengetragen. Beachtenswert sind die Erinnerungsstücke an zwei Schiffsunglücke aus den Jahren 1947 und 1948 an der Steilküste von Látrabjarg im Gebiet. Der Dokumentarfilm „Die Rettungstat von Latrabjarg“ (im Original Björgunarafrekið við Látrabjarg) ist bei der zweiten Rettung entstanden und wird von der DGzRS noch heute gezeigt.
Das Museum dokumentiert neuerdings auch die Anfänge der Luftfahrt in Island.